# 靳极苍
靳极苍（1907年—2006年），原名德峻，男，直隶（今河北）徐水人，中国古典文学研究家，曾任山西大学教授。

## 家庭
女儿靳玉竹。